# Canta Bienvenido Granda
Canta Bienvenido Granda es un disco compilatorio de éxitos de diferentes agrupaciones cubanas que interpretan ritmos de Cuba. Las canciones fueron grabadas originalmente en 1953 y 1954, mientras que la primera edición del disco fue publicada en el año 1955. Es el tercer long play compilado donde incluyen cuatro números de la Sonora Matancera con el cantante cubano Bienvenido Granda. Siendo a su vez el quinto disco comercial.

## Canciones
1. Las Muchachitas Del Cha Cha Chá*
2. Calla*
3. Hoy, sé Más*
4. Micaela*
5. Óyeme, Mama
6. Seré Tu Amigo
7. Todo el Mundo Escucha
8. Renace el Amor
9. Recordándote
10. Guajiriando
11. Ritmo de mi Cuba
12. Noble Soy

(*)Interpretados con la Sonora Matancera
- Datos: Q5747647